# Liste des gouverneurs actuels des régions arméniennes
 (août 2023).
Cette page dresse la liste des gouverneurs actuels des régions de l’Arménie (10 régions de droit commun et la capitale, Erevan — qui est dirigée par un maire).

## Gouverneurs et maire de Erevan
| Région       | Nom                 | Depuis (le)     |
| ------------ | ------------------- | --------------- |
| Aragatsotn   | Gabriel Gyozalyan   | 9 mars 2016     |
| Ararat       | Aramayis Grigorian  | 2 février 2017  |
| Armavir      | Achot Ghahramanyan  | 8 décembre 2006 |
| Chirak       | Hovsep Simonyan     | 9 mars 2016     |
| Erevan       | Taron Margarian     | 31 octobre 2011 |
| Gégharkounik | Rafik Grigoryan     | 28 juin 2012    |
| Kotayk       | Karapet Gouloyan    | 2 avril 2015    |
| Lorri        | Artur Nalbandyan    | 28 juillet 2011 |
| Siounie      | Vahe Hakobyan       | 6 octobre 2016  |
| Tavouch      | Hovik Abovyan       | 15 mai 2014     |
| Vayots-Dzor  | Haroutyoun Sargsyan | 6 novembre 2014 |

## Note(s)
1. ↑  Précédemment de 2003 à 2009.
2. ↑  Précédemment de 2013 à 2014.
3. ↑  Par intérim jusqu’au 15 novembre 2011. Précédemment maire par intérim du 9 au 17 décembre 2010.
4. ↑  Précédemment par intérim du 10 juillet 2013 au 4 septembre 2014.